# Mine d'uranium de Rössing
Pour les articles homonymes, voir Rössing.
La mine d'uranium de Rössing est une mine à ciel ouvert située dans le désert du Namib en Namibie, près de la ville d'Arandis, située à 70 kilomètres de la ville côtière de Swakopmund, et près des montagnes de la Rössingberge.

## Historique

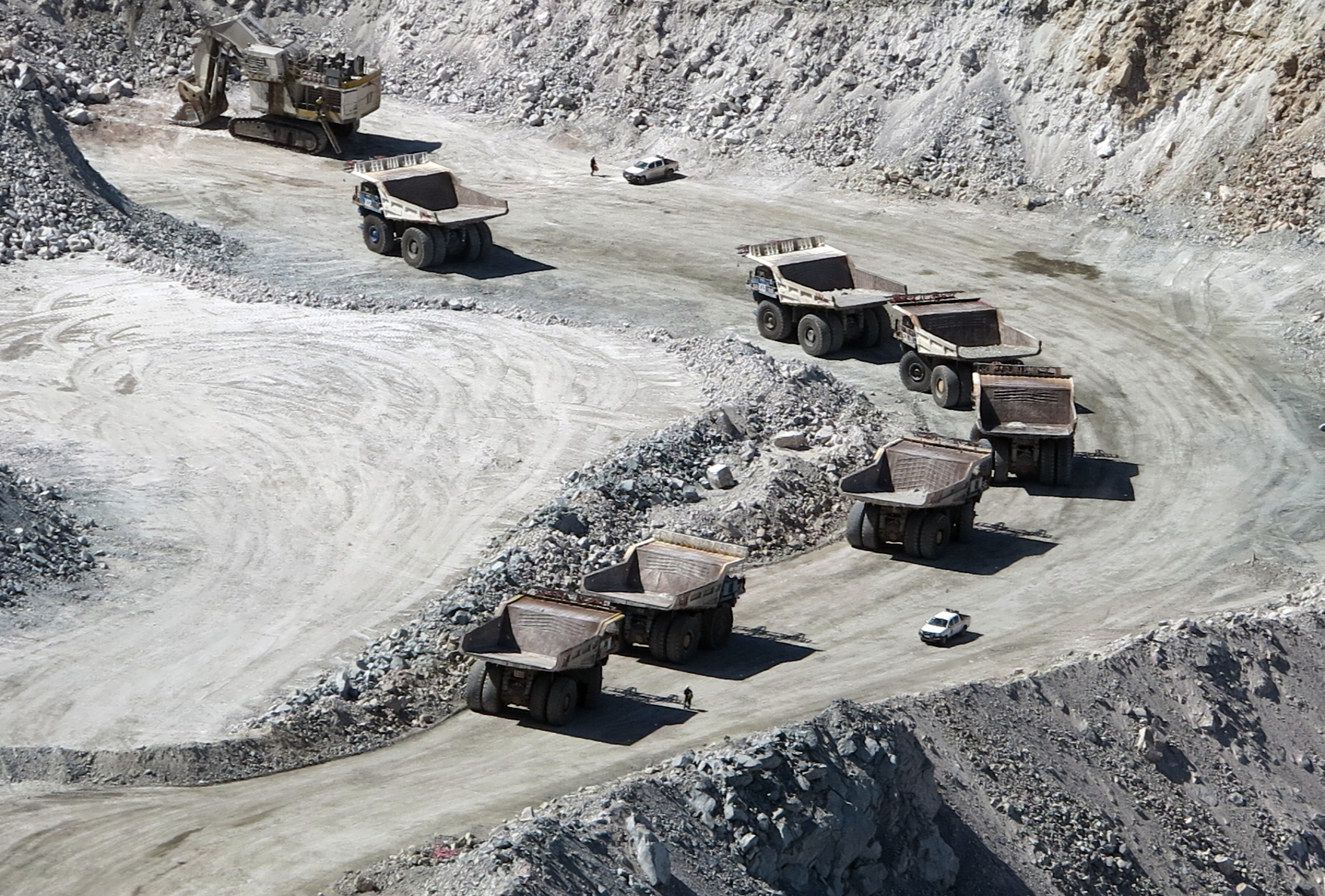
Le directeur général de l'AIEA, Yukiya Amano, visite la mine d'uranium de Rossing lors de sa visite officielle en Namibie. 12 décembre 2013

Elle est la mine d'uranium à ciel ouvert la plus ancienne au monde.
Sa production a commencé en 1976.
En 2010, il s'agit de l'une des trois plus grandes mines d'uranium en exploitation dans le monde. Elle est détenue alors par la société Rio Tinto à 69 %.
La baisse des cours de l'uranium depuis 2007 met en péril l'équilibre financier de la mine et Rio Tinto a annoncé en 2013 le licenciement de 276 personnes sur le site.
Elle a produit, en 2017, 4,652 millions de livres d’uranium.
En octobre 2018, Rio Tinto annonce un accord pour céder sa participation (69 %) a China National Uranium Corporation, pour 106,5 millions de dollars. Celui-ci est finalisé début juillet 2019. Le paiement initial en espèces est de 6,5 millions $. Les 100 millions de dollars restants sont liés au prix au comptant de l'uranium et au bénéfice net de Rössing pour les sept prochaines années civiles.
À 15 km au sud de Rössing se trouve la mine d'uranium de Husab, exploitée depuis 2014. Et à 35 km au nord-est se trouve la mine d'uranium de Trekkopje, propriété d'Areva, qui n'a jamais réellement commencé sa production.